# Selmsdorf
Selmsdorf è un comune del Meclemburgo-Pomerania Anteriore, in Germania.
Appartiene al circondario (Kreis) del Meclemburgo Nordoccidentale (targa NWM) ed è parte della comunità amministrativa (Amt) di Schönberger Land.